# 水下通信
水下通信，是相对陆地、空间通信而言。 人类在陆地、空间可以实现自由的通信，但是在水中实现自由的通信还比较困难。

## 定义
水下通信，主要指在淡水、海水中的通信。像陆地上的通信一样，水下通信，也可分为有线通信和无线通信。

## 水下有线通信
水下有线通信可以通过铺设海底光缆、海底电缆的手段实现。

## 水下无线通信
由于电磁波在水中有很大的衰减，所以陆地上广泛使用的电磁波无线通信，在水中很难实现。现在，水下无线通信主要利用声波、特殊波长的光进行无线通信， 分别称为水声通信、水下无线光通信。
电磁波在水中传播与在空气中不同。由于水的电导率和介电常数与空气中的电导率和介电常数不同，因此其传播特性也不一样。
电磁波从空气进入海水中时，电场的水平分量远大于垂直分量 ，电场方向基本是水平的，因此传播方向是向下的。这时，在深度为h处的场强E是按指数规律衰减的，衰减很快。波长越短，衰减越大；水的电导率越高，衰减越大。
由于上述这些特点，电磁波在海水中的传播距离有限。一般来说，长波可穿透水的深度是几米，甚长波穿透水深是10~20米，超长波穿透水深是100~200米。
水下通信还可以采用非电磁波通信，如水声通信。由于声波在海水中衰减较小，利用声波在海水中通信可得到数十公里的通信距离，在有波导现象存在时，通信距离会更远。水面船只对潜艇或潜艇之间的通信，大多采用水声通信。

### 水声通信
目前，水声通信技术是实现水下目标间无线通信的最成熟的技术。但是，声波在水中的衰减和声波频率的平方成正比，当水声信号的频率为10MHz在时，水声信号的衰减可以达到30dB/m，因此水声通信的频率低带宽小；另外，声波在水中传输速度慢，导致信号延迟大；海洋背景噪声大导致信噪比小。因此，水声通信无法满足当前传感器网络、水下探测中普遍采用的视频、音频等訊号的实时传输的需求；另外，水声系统设备昂贵、体积大、功耗大，也无法满足水下通信系统对小体积、低功耗以及低成本的需求。

### 水下无线光通信
水下无线光通信，是指利用蓝绿波长的光进行的水下无线光通信。